# Olivetti P6060

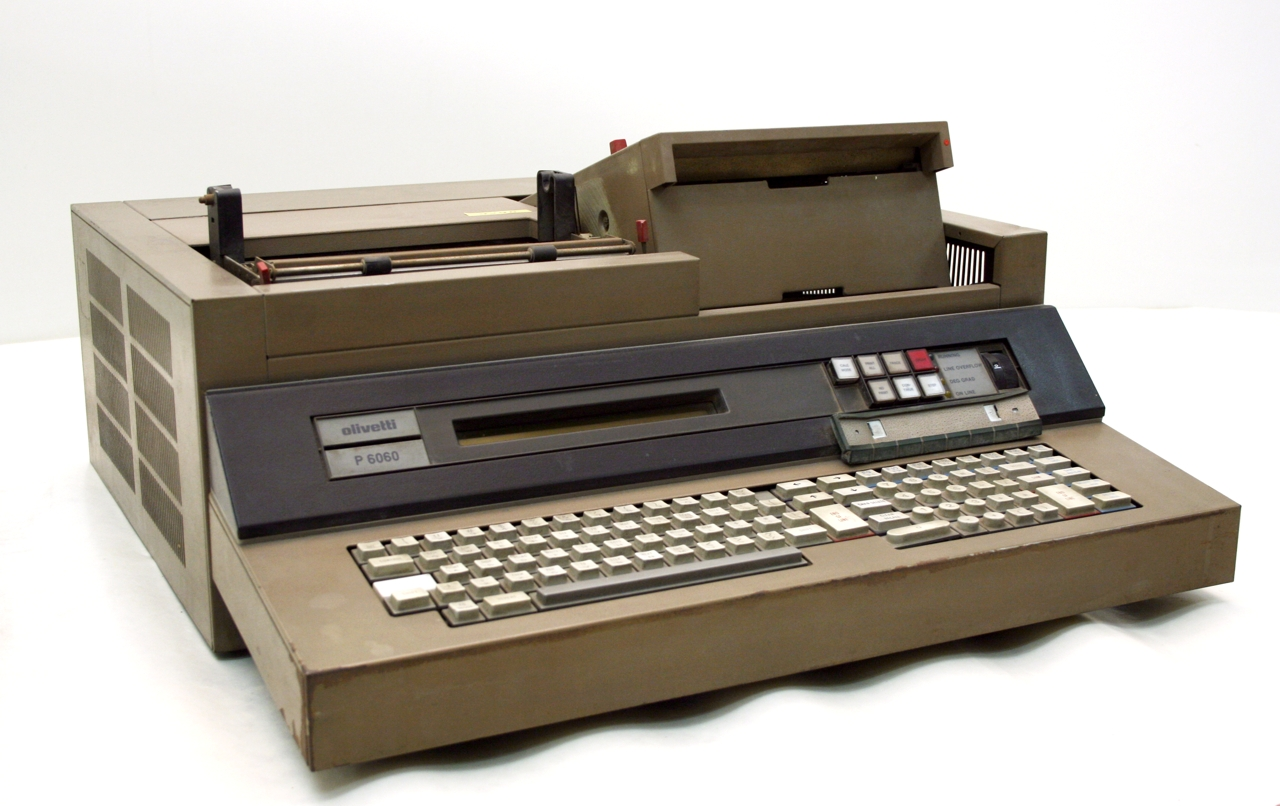
Olivetti P6066 exposée dans le Museo nazionale della scienza e della tecnologia Leonardo da Vinci, Milan.

L'Olivetti P6060 est un micro-ordinateur monobloc édité par Olivetti en 1977.

## Description
L'Olivetti P6060 était monobloc, incluant dans un encombrement de 60 x 60 x 25 cm :
- l'unité centrale : processeur Olivetti et 32 à 64 Ko de mémoire
- les lecteurs de disquette 8" de 256 Ko (un USER et un SYSTEM)
- un clavier étendu et très complet avec touches de fonctions et instructions pour la saisie des instructions de programmation
- un écran à plasma de 32 caractères
- une imprimante thermique intégrée (80 colonne. et 80 caractères par seconde),
- le système d'exploitation propriétaire indissociable du langage BASIC ESE.

Il était commercialisé à un prix de base de 60 000 francs (hors taxe), mais pouvait atteindre plus du double, voire du triple s'il était complété par une imprimante externe, un écran 41 lignes, une unité de disque dur (Diablo ou Control Data) dont un fixe (5 Mo) et un amovible (5 Mo aussi), voire une table traçante ou différents appareils de mesure.
Son langage autorisant la gestion de fichiers séquentiels indexés en a fait un appareil d'utilisation professionnelle. Prévu par Olivetti pour des applications techniques et scientifiques, il a été très utilisé pour des applications de gestion (comptabilité, hôtellerie).
Le P6060 sera remplacé en 1981 par le P6066 (très voisin) puis par les M30 et M40 en 1984.